# دان باريش
دان باريش (بالإنجليزية: Dan Parrish)‏ هو لاعب كرة قدم أمريكية أمريكي، ولد في 4 يوليو 1983.